# Navas del Madroño
Navas de Madroño és un municipi de la província de Càceres, a la comunitat autònoma d'Extremadura (Espanya).